# أندرو باين
أندرو باين (20 أكتوبر 1973 - ) (بالإنجليزية: Andrew Payne)‏ هو كاتب سيناريو ولاعب كريكت بريطاني.

## وصلات خارجية
- أندرو باين على موقع إي آس بي آن كريك إنفو (الإنجليزية)